# Počitelj, Čapljina
Počitelj je naselje v sestavi mesta Čapljine v Bosni in Hercegovini. Njegovo obzidano srednjeveško jedro je zaščiten spomenik državnega pomena in muzej na prostem ter kandidat za vpis na seznam Unescove svetovne dediščine.

## Zemljepis
Počitelj leži v Hercegovini na levem bregu reke Neretve ob glavni cesti Mostar–Metković, okoli 3 kilometre od Čapljine in 30 kilometrov južno od Mostarja. Jedro naselja je zgrajeno v naravnem kraškem amfiteatru.

## Zgodovina
Najzgodnejša omemba Počitelja je znana iz listin kraljev Alfonsa V. in Friderika III. iz let 1444 do 1448, najverjetneje pa je vas obstajala že prej. Datuma ustanovitve ni mogoče natančno določiti, vendar se domneva, da je utrjeno mesto skupaj s pripadajočimi naselji dal zgraditi bosanski kralj Tvrtko I. leta 1383. Počitelj je veljal za upravno središče župe Dubrava ter točko velikega strateškega pomena. V letih po padcu bosanske srednjeveške države in osmanskih osvajanjih, med 1463 in 1471, je mesto utrdil Vladislav Hercegović s podporo Dubrovnika, ogrskega kralja Matije Korvina in papeža. Od te točke se je mesto še naprej razvijalo, zlasti v obdobju od 16. do 18. stoletja.
V obdobju 1463–1471 je bila v mestu ogrska garnizija in je bilo utrjeno v strateško obrambno oporišče. Leta 1471 so mesto po krajšem obleganju osvojili Osmani in je ostalo del Osmanskega cesarstva do berlinskega kongresa. Od leta 1782 do 1879 je bil Počitelj sedež kadiluka (območja oblasti kadije, turškega sodnika) in od 1713 do 1835 središče vojaškega okraja.
Po vzpostavitvi avstro-ogrske oblasti v Bosni in Hercegovini leta 1878 je Počitelj izgubil svoj strateški pomen in prebivalstvo se je zredčilo. Izguba strateške vloge mesta je pripomogla k ohranitvi njegove izvirne arhitekturne celote do danes.
Celotno območje Počitelja in okolice je utrpelo veliko škodo med vojno v Bosni in Hercegovini 1992–1995. Bombardiranje je uničilo mojstrovine islamske umetnosti in arhitekture iz 16. stoletja, velik del prebivalstva pa je bil etnično očiščen.

## Prebivalstvo
Po podatkih popisa prebivalstva leta 1991 je v naselju živelo 905 prebivalcev, od tega slabe tri četrtine Muslimanov in slaba petina Hrvatov.
Ob popisu leta 2013 je imel Počitelj 799 prebivalcev, od tega približno tri petine Bošnjakov in dve petini Hrvatov.